# Attus salutanus
Attus salutanus är en spindelart som beskrevs av Władysław Taczanowski 1871 [1872. Attus salutanus ingår i släktet Attus och familjen hoppspindlar. Inga underarter finns listade.